# Zenleraar
Zenleraar of zenmeester is een overkoepelende titel die verwijst naar een persoon die zenboeddhistisch onderricht geeft aan anderen. De term kan worden gebruikt om te verwijzen naar personen afkomstig uit verschillende landen en tradities. Er zijn verschillende termen die door elkaar worden gebruikt om een persoon met deze titel aan te spreken, bijvoorbeeld sensei, roshi en osho.